# Corvospongilla siamensis
Corvospongilla siamensis is een gewone sponsensoort uit de familie van de Spongillidae. De wetenschappelijke naam van de soort is voor het eerst geldig gepubliceerd in 2012 door Manconi & Ruengsawang.